# Lista de prefeitos de Uauá
Esta é uma lista de intendentes e prefeitos do município de Uauá, localizado no estado brasileiro da Bahia.
O cargo de prefeito no Brasil, foi criado em 11 de abril de 1835, pela assembleia provincial paulista, em reação aos amplos poderes conferidos pelo Código de Processo Criminal de 1832 às câmaras municipais. Seguiram o exemplo paulista seis províncias do nordeste brasileiro (Alagoas, Ceará, Maranhão, Paraíba, Pernambuco e Sergipe).
Sob a vigente ordem constitucional, essa designação é dada ao funcionário público do Poder Executivo municipal, que exerce seu cargo em função de uma legislatura (mandato), sendo para tanto eleito a cada quatro anos, podendo ser reeleito por mais 4 anos (segundo mandato).
Funções
O poder executivo municipal chefia a administração e comanda os serviços públicos, tendo como comandante o prefeito.
A partir da constituição brasileira de 1934, o cargo de prefeito passou a ser o único, em todo o Brasil, ao qual estão atribuídas as funções de chefe do poder executivo do governo local, em simetria aos chefes dos executivos da União e do estado, portanto, em forma monocrática. Este texto quer dizer que deverá haver harmonia e integração de ação entre as esferas envolvidas sem a intervenção de uma na outra, exceto nos casos previstos na Constituição Federal.
Eleições
O prefeito é eleito por sufrágio universal, secreto, direto, em pleito simultâneo em todo o País, realizado a cada quatro anos, no primeiro domingo de outubro.
E trinta dias após tem lugar o segundo turno, se o eleito em primeiro lugar não atingir 50% dos votos válidos mais um voto, no caso de municípios com mais de duzentos mil eleitores.
Conforme a legislação eleitoral atual no Brasil para tornar-se elegível, exige-se uma série de requisitos;
- Possuir nacionalidade brasileira ou portuguesa (neste caso, o cidadão português deve se encontrar amparado pelo Estatuto de Igualdade entre Portugueses e Brasileiros),
- Título de eleitor em dia e estar em gozo pleno do exercício dos direitos políticos,
- Domicilio eleitoral na circunscrição na qual o candidato se apresenta,
- Filiação partidária,
- Ser alfabetizado (tópico invalidado pela atual constituição brasileira de 1988),
- Desincompatibilização de cargo público — Se ocupa um cargo público deve sair seis meses antes das eleições e voltar caso possa só após seis meses ao pleito eleitoral,
- Renúncia de outro mandado até seis meses antes do pleito e não ser parente afim ou consangüíneo, até segundo grau, ou cônjuge de titular de cargo eletivo; pode, entretanto, ser candidato à reeleição (artigo 14 da Constituição),
- Ter idade mínima de 21 anos.

## Lista de intendentes e prefeitos
| Nome | Partido | Início de mandato       | Término de mandato      | Observações                                                       |
| --- | ------- | ----------------------- | ----------------------- | ----------------------------------------------------------------- |
| República Velha |         |                         |                         |                                                                   |
| João Borges de Sá |         | 28 de setembro de 1926  | 6 de março de 1931      | [ 2 ]                                                             |
| Era Vargas |         |                         |                         |                                                                   |
| Constantino Tolentino de Souza |         | 6 de março de 1931      | 8 de julho de 1931      | [ 2 ]                                                             |
| Pelo decreto n° 7.479, de 8 de julho de 1931, Uauá perdeu sua autonomia e foi reanexada a Monte Santo como distrito e subprefeitura. |         |                         |                         |                                                                   |
| João Borges de Sá |         | 10 de outubro de 1933   | 1° de dezembro de 1933  | [ 2 ]                                                             |
| Belarmino José Rodrigues |         | 1° de dezembro de 1933  | 10 de outubro de 1936   | [ 2 ]                                                             |
| Salomão Dias Ribeiro |         | 10 de outubro de 1936   | 10 de novembro de 1937  | [ 2 ]                                                             |
| "Vacância" |         | 10 de novembro de 1937  | 12 de abril de 1940     | [ 2 ]                                                             |
| Raphael da Silva Borges |         | 12 de abril de 1940     | 1944/45?                | [ 2 ]                                                             |
| Dair Ribeiro Rodrigues |         | 1944/45?                | 7 de junho de 1945      | Prefeita interina                                                 |
| José Morais Damasceno |         | 7 de junho de 1945      | 15 de janeiro de 1946   | [ 2 ]                                                             |
| República Populista |         |                         |                         |                                                                   |
| Herval Cordeiro de Matos |         | 15 de janeiro de 1946   | 3 de junho de 1946      | [ 2 ]                                                             |
| José Morais Damasceno |         | 3 de junho de 1946      | 9 de setembro de 1946   | [ 2 ]                                                             |
| Herval Cordeiro de Matos |         | 9 de setembro de 1946   | 17 de dezembro de 1946  | [ 2 ]                                                             |
| Dair Ribeiro Rodrigues |         | 17 de dezembro de 1946  | 30 de dezembro de 1946  | Prefeita interina                                                 |
| Francisco Rodrigues Ribeiro |         | 30 de dezembro de 1946  | 30 de janeiro de 1948   |                                                                   |
| Jerônimo Rodrigues Ribeiro | PSD     | 30 de janeiro de 1948   | 1951                    | Prefeito eleito pelo eleitorado municipal                         |
| Jerônimo de Sá Rodrigues | PSD     | 1951                    | 1955                    | Prefeito eleito pelo eleitorado municipal                         |
| Jerônimo Rodrigues Ribeiro | PSD     | 1955                    | 1959                    | Prefeito eleito pelo eleitorado municipal                         |
| Belarmino Cardoso de Oliveira | UDN     | 1959                    | 1963                    | Prefeito eleito pelo eleitorado municipal                         |
| Jerônimo Rodrigues Ribeiro | PSD     | 1963                    | 1967                    | Prefeito eleito pelo eleitorado municipal                         |
| Ditadura Militar |         |                         |                         |                                                                   |
| Edson Borges Rodrigues | Arena   | 1967                    | 1° de fevereiro de 1971 | Prefeito eleito pelo eleitorado municipal                         |
| Jerônimo Rodrigues Ribeiro | Arena   | 1° de fevereiro de 1971 | 1° de fevereiro de 1973 | Prefeito eleito pelo eleitorado municipal                         |
| Jorge Ribeiro de Sá | Arena   | 1° de fevereiro de 1973 | 1° de fevereiro de 1977 | Prefeito eleito pelo eleitorado municipal                         |
| José Borges Ribeiro | Arena   | 1° de fevereiro de 1977 | 1° de fevereiro de 1983 | Prefeito eleito pelo eleitorado municipal                         |
| Bernardino Moreira de Macedo | PDS     | 1° de fevereiro de 1983 | 1° de janeiro de 1989   | Prefeito eleito pelo eleitorado municipal                         |
| Nova República |         |                         |                         |                                                                   |
| José Borges Ribeiro |         | 1° de janeiro de 1989   | 1° de janeiro de 1993   | Primeiro prefeito eleito em sufrágio universal                    |
| Olímpio Cardoso Filho |         | 1° de janeiro de 1993   | 1° de janeiro de 1997   | Prefeito eleito em sufrágio universal                             |
| Pedro Batista Ribeiro | PMDB    | 1° de janeiro de 1997   | 3 de dezembro de 1998   | Prefeito eleito em sufrágio universal, falecido durante o mandato |
| Uilson Gonçalves Menezes |         | 3 de dezembro de 1998   | 1° de janeiro de 2001   | Vice-prefeito, assumiu o mandato com a morte do titular           |
| Ítala Maria da Silva Lôbo Ribeiro | PMDB    | 1° de janeiro de 2001   | 1° de janeiro de 2005   | Primeira prefeita eleita da história do município                 |
| Jorge Luiz Lobo Rosa | PRTB    | 1° de janeiro de 2005   | 1° de janeiro de 2009   | Prefeito eleito em sufrágio universal                             |
| Jorge Luiz Lobo Rosa | PRTB    | 1° de janeiro de 2009   | 1° de janeiro de 2013   | Prefeito reeleito em sufrágio universal                           |
| Olímpio Cardoso Filho | PDT     | 1° de janeiro de 2013   | 1° de janeiro de 2017   | Prefeito eleito em sufrágio universal                             |
| Lindomar de Abreu Dantas | PCdoB   | 1° de janeiro de 2017   | 1° de janeiro de 2021   | Prefeito eleito em sufrágio universal                             |
| Marcos Henrique Lobo Rosa | PDT     | 1° de janeiro de 2021   | 1° de janeiro de 2025   | Prefeito eleito em sufrágio universal                             |
| Marcos Henrique Lobo Rosa | Avante  | 1° de janeiro de 2025   | incumbente              | Prefeito reeleito em sufrágio universal                           |